# Escudo de Finlandia
El escudo de Finlandia muestra un león coronado de pie sobre un fondo de gules (rojo). El león alza una espada con su enguantada mano derecha y está pisando un sable curvado. El león, la corona, y el asa de la espada y del sable son de oro, del mismo modo que la ensambladura del guante. Las hojas de las armas y el guante son plateados. El fondo está adornado con nueve rosas plateadas.
Cuando el rey Gustavo I de Suecia, muerto en 1560 otorgó a su hijo Juan el título de Duque de Finlandia en 1556, el territorio recibió un escudo de armas propio que fue probablemente aprobado por el rey en 1557; aunque por lo que se sabe, el duque nunca lo utilizó. Además de los emblemas nacionales, este escudo de armas incluyó otros dos símbolos que se refieren al norte y al sur de Finlandia, las áreas que hoy son Satakunta y Varsinais Suomi (Finlandia genuina). Estos dos símbolos serían más tarde conservados en los escudos de armas de ambas provincias.
Tras su ascensión al trono sueco, el rey Juan III adoptó en 1581 el título de "Gran Duque de Finlandia y Carelia". Fue probablemente en esta época o un poco más tarde, cuando Finlandia recibió un segundo escudo de armas, el cual es un poco parecido al actual. Se piensa que este fue modelado sobre un escudo esculpido para la lápida del Rey Gustavo I en la catedral de Upsala, completada en 1591. Este monumento fue diseñado durante el reinado del hermano mayor de Juan, Erik XVI, quien fue rey de 1560 a 1568, pero solo se completó 30 años más tarde durante el reinado de Juan. El escudo fue probablemente diseñado por el artista del duque Willem Boyen, quien sirvió bajo el reinado de Gustavo I y Erik XVI.
No hay modo de saber si el segundo escudo de armas de Finlandia fue puramente producto de la imaginación de Willem Boyen, o si respondió a los deseos de Erik XVI o a alguna otra desconocida tradición histórica. Se sabe, no obstante, que Erik XVI estaba interesado en la heráldica. Este tema ha sido objeto de importante debate académico entre estudiosos y laicos. 
En todo caso, el consenso general ha sido que el símbolo del león se deriva del blasón de la familia Folkung, el cual está incluido entre los blasones reales de Suecia. Las dos espadas fueron tomadas del escudo de armas de Carelia, el cual fue exhibido por primera vez públicamente en 1560 en una bandera en el funeral por el Rey Gustavo I de Suecia. 
La colocación del sable curvado ruso bajo las patas del león es indudablemente un reflejo de la situación política de la época. Suecia y Rusia estaban casi constantemente en guerra y los suecos hicieron uso de este instrumento de propaganda para significar que ellos tenían el pie puesto sobre sus enemigos. Las nueve rosas son decorativas, aunque erróneamente se han interpretado como refiriéndose a las nueve provincias históricas de Finlandia. Merece la pena señalar que el número de rosas ha variado a lo largo de los siglos.
Cuando en 1917 Finlandia consiguió su independencia, "las armas del león" se convirtieron en el escudo de armas de la nueva nación. Antes de esta, había servido como símbolo común para todo el territorio sueco al este del golfo de Botnia, y de 1809 a 1917, como escudo de armas del Gran Ducado de Finlandia, periodo en el que el país estaba bajo gobierno ruso. 
El escudo de armas finlandés aparece en la bandera oficial del estado, en los sellos oficiales, monedas, billetes y sellos postales. En el coche de la presidenta este ocupa el lugar de una matrícula.
No fue hasta 1978 que se aprobó una legislación oficial sobre el escudo de armas de Finlandia. Esta especifica la descripción oficial y prohíbe la venta del escudo de armas nacional bajo pena de multa.

## Escudos históricos

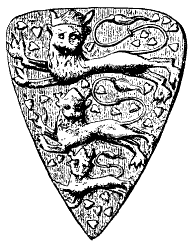
Escudo de Valdemar Birgersson (Adoptado ca.1252)
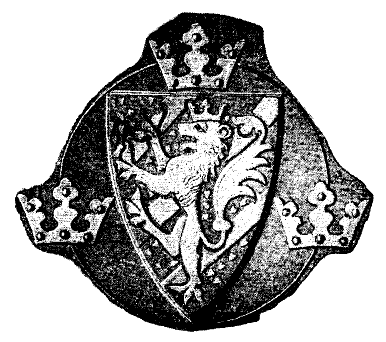
Escudo de Folkunga (1270)
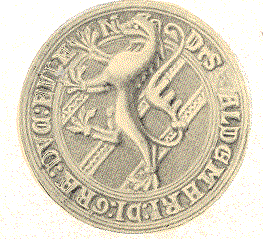
Sello del duque Valdemar de Finlandia (Adoptado en 1307)
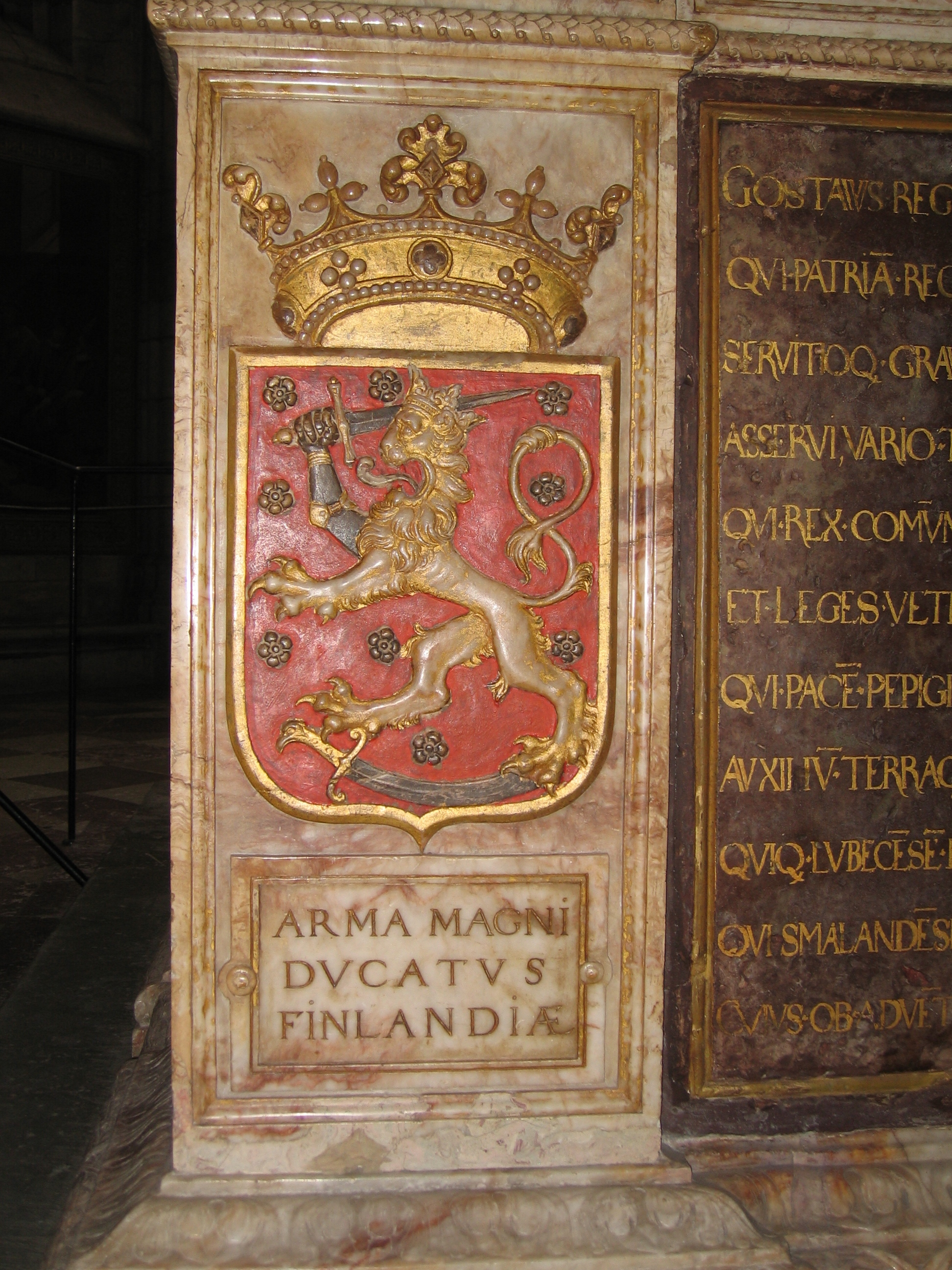
Escudo del Gran Ducado de Finlandia, tumba de Gustavo Vasa (Catedral de Upsala, Suecia)
Escudo de armas de Finlandia (1742-1743)
Escudo de armas de Finlandia bajo el dominio sueco (1775)
Escudo del Gran Ducado de Finlandia bajo el Imperio ruso (1809-1917)
Sello de la Delegación del Pueblo Finés (1918)
Escudo de armas del Reino de Finlandia (1918-1919)
Versión propuesta en 1936.

## Variantes actuales

Logotipo usado por la Jefatura de Gobierno
Emblema de las Fuerzas Armadas
Emblema del Ejército
Emblema de la Armada
Emblema de la Policía Finlandesa